# Peperomia lilloi
Peperomia lilloi är en pepparväxtart som beskrevs av C. Dc.. Peperomia lilloi ingår i släktet peperomior, och familjen pepparväxter. Inga underarter finns listade i Catalogue of Life.